# Festuca muelleri
Festuca muelleri är en gräsart som beskrevs av Joyce Winifred Vickery. Festuca muelleri ingår i släktet svinglar, och familjen gräs. Inga underarter finns listade i Catalogue of Life.